# Avellanes-Santa Liña
Avellanes-Santa Liña (oficialmente y en catalán Les Avellanes i Santa Linya) es un municipio español de la provincia de Lérida, en la comarca de la  Noguera, situado al norte de la capital comarcal y formado por la unión de Avellanes, Santa Liña, Tartareu y Villanueva de Avellanes o de la Sal. 

## Símbolos
El escudo de Avellanes Santa Liña se define por el siguiente blasón:

Escudo losanjado cortado: 1º de argén, un avellano de sinople; 2º de sinople, una cruz griega bordonada de argén. Por timbre una corona mural de pueblo.

Fue aprobado el 18 de septiembre de 1999 y publicado en el DOGC el 24 de diciembre del mismo año con el número 3042.

## Demografía
Cuenta con una población de 430 habitantes (INE 2024).
| Gráfica de evolución demográfica de Avellanes-Santa Liña entre 1970 y 2021 |
| |
| Población de derecho según los censos de población del INE Población de hecho según los censos de población del INEEn estos censos se denominaba Avellanes Santa Liña: 1970 y 1981 Entre el censo de 1970 y el anterior, aparece este municipio porque se fusionan los municipios 25516 (Avellanes) y 25572 (Santa Liña) |

| 1900 | 1930 | 1950 | 1970 | 1981 | 1986 |
| ---- | ---- | ---- | ---- | ---- | ---- |
| 1706 | 1249 | 1071 | 616  | 573  | 549  |

### Núcleos de población
| Entidades de población              | Habitantes (2009) |
| ----------------------------------- | ----------------- |
| Avellanes                           | 169               |
| Santa Liña                          | 67                |
| Tartareu                            | 125               |
| Villanueva de Avellanes o de la Sal | 106               |

## Economía
Agricultura de regadío y de secano.

## Historia
El municipio se formó en el año 1970, cuando se fusionaron los municipios de Avellanes y Santa Liña.

## Monumentos y lugares de interés
- Iglesia de Santa María, de estilo románico, en Avellanes.
- Iglesia de Santa María, en Santa Liña.
- Iglesia de San Miguel, de estilo románico, en Tartareu.
- Ruinas del castillo de Tartareu.
- Iglesia de Santa María, de estilo románico, en Villanueva de Avellanes.
- Montaña de sal de Villanueva de Avellanes.